# Mario Benzing
Mario Benzing (* 7. Dezember 1896 in Como; † 29. November 1958 in Mailand; auch Mario Benzi) war ein italienischer Schriftsteller und Übersetzer deutscher Abstammung sowie Vater von Enrico Benzing.

## Leben
Nach dem Studium in Lausanne und London zog er nach Mailand. Zwischen den Weltkriegen schrieb Mario Benzing zahlreiche Romane und Biographien von althistorischen Persönlichkeiten wie Messalina, Cleopatra und Königin Christine von Schweden. Als Übersetzer aus dem Deutschen und Englischen widmete Mario Benzing seine Arbeit hauptsächlich den Werken von Ernst Theodor Amadeus Hoffmann, Arthur Schnitzler (erste italienische Übersetzung von Fräulein Else, 1928), Jakob Wassermann, Eduard von Keyserling, Ehm Welk, Vicki Baum, Klabund, Gustav Meyrinck, William von Simpson, wie auch Joseph Conrad, Rudyard Kipling, Jack London, Pelham Grenville Wodehouse, Lewis Carroll, Herbert George Wells, Sigrid Undset und vielen anderen. Dabei verwendete er das Pseudonym Mario Benzi, da die damaligen Gesetze Ausländern eine Italianisierung des Namens vorschrieben.